# Spherillo insularum
Spherillo insularum är en kräftdjursart som beskrevs av Karl Wilhelm Verhoeff 1942. Spherillo insularum ingår i släktet Spherillo och familjen Armadillidae. Inga underarter finns listade i Catalogue of Life.